# Regresa (canción de Lucha Reyes)
«Regresa» es un vals peruano del compositor Augusto Polo Campo. La canción fue interpretada por primera vez por Edith Barr. Sin embargo, el tema fue arreglado y grabado por Lucha Reyes para su segundo álbum titulado La Morena de oro del Perú (1970), convirtiéndose en su canción insignia y formando parte de los "clásicos" del cancionero popular peruano. La letra de la canción habla acerca de una persona quien, de manera melancólica y pasional, le pide a su amor que "regrese" a su lado, de forma tal que puedan estar juntos o, en última instancia, para que pueda despedirse y "decirle adiós".
La canción ha sido reversionada por diversos artistas desde entonces, entre ellos la cantante de música criolla y afroperuana Eva Ayllón.

## Historia
La canción fue escrita por Augusto Polo Campos, inspirada en su entonces pareja, la cantante Cecilia Bracamonte. Se cuenta que, luego de una acalorada discusión entre ambos, Polo Campos le compuso la canción. Al principio, la canción fue estrenada en la peña "El Palmero" por la artista peruana Edith Barr, sin mucho éxito.
Ese mismo año, Lucha Reyes se encontraba en plena grabación del que sería su disco debut La Morena de oro del Perú. Le comenta a Jesús Vásquez, afamada cantante criolla, que le faltaba un tema para poder culminar la grabación del disco. Vásquez le hace mención de una canción que le había dado Polo Campos y que podría servirle. Es así como, luego de cantársela a Lucha, ésta se lo aprende y decide grabarlo. Tras pasar por los arreglos musicales del tecladista César Silva, el disco sale a la venta y «Regresa» se convierte en su canción emblemática, transformándose desde entonces en un clásico del repertorio criollo y de la música peruana.
Gracias a esta canción, Lucha Reyes ganó el disco de oro tras haber vendido más de 50 000 copias.
En 1991 se estrenó una miniserie titulada Regresa sobre la vida de Lucha Reyes, evidenciando la trascendencia que tuvo dentro de la trayectoria de la artista.